# Ain't No Sunshine
"Ain't No Sunshine" är en låt av Bill Withers från hans album Just as I Am från 1971. Låten producerades av Booker T. Jones och släpptes som singel med låten Harlem på B-sidan. Withers sjunger och spelar gitarr och på inspelningen medverkar även Donald "Duck" Dunn på basgitarr och Al Jackson, Jr på trummor. Låten blev det stora genombrottet för Withers och som bäst tog den sig upp till tredje plats på Billboardlistan.
Låten spelas i filmen Notting Hill med Hugh Grant och Julia Roberts i huvudrollerna. 

## Bakgrund
Withers inspirerades av filmen Dagen efter rosorna från 1962 då han skrev låten. I filmen spelar Lee Remick och Jack Lemmon och låten är inspirerad av deras rollfigurer i filmen.
I den tredje versen upprepas orden "I know" om och om igen. Withers hade ursprungligen tänkt skriva mer text till versen, men andra musiker avrådde honom så han lät texten vara som den var. 
Låten fanns ursprungligen på B-sidan till låten Harlem, men det blev Ain't No Sunshine som spelades i radio, och det blev en omedelbar hit.

## Cover-versioner
Genom åren har det varit väldigt populärt bland andra artister att tolka Ain't No Sunshine, och det existerar minst 144 kända inspelningar av den. Här följer några exempel på coverversioner:

- Aaron Neville
- Abramo
- Adam Again
- Akon
- Al Green
- Al Jarreau
- Ali Zafar
- Andreas Weise
- Any Abraham
- A-mei
- Barry White
- B.B. King
- Betty Wright
- Bobby "Blue" Bland
- Boney James
- Buddy Guy
- Cat Stevens
- Crystal Gayle
- DMX
- David Cassidy
- David Sanborn
- Eva Cassidy
- Everlast
- Fall Out Boy
- Freddie King
- Gary Moore
- Geoff Castellucci
- Hanson
- Heather Peace
- Horace Andy
- Isaac Hayes
- Ja Rule
- James Taylor
- Jeff Beck
- Joan Osborne
- Joe Cocker
- John Mayer
- José Feliciano
- Joss Stone
- Justin Timberlake & Robyn Troup
- Kenny Rogers
- Kid Frost
- Lenny Kravitz
- Leonard Cohen
- Lighthouse Family
- Mark Knopfler & Al Jarreau
- Maroon 5
- Marvin Gaye
- Me First and the Gimme Gimmes
- Melanie Safka
- Melody Gardot
- Michael Bolton
- Michael Jackson
- Nancy Sinatra
- Neil Diamond
- Pastor Troy
- Paul McCartney
- Percy Sledge
- Richard Marx
- Rob Thomas & Carlos Santana
- Sting
- Ted Levine
- The Police
- The Temptations
- Tom Jones
- Tom Petty
- Tori Amos
- Tracy Chapman
- UB40
- Van Morrison
- Will Young
- Ziggy Marley